# Departamento Moreno
Das Departamento Moreno liegt im Osten der Provinz Santiago del Estero im Nordwesten Argentiniens und ist eine von 27 Verwaltungseinheiten der Provinz. 
Es grenzt im Norden an das Departamento Alberdi, im Osten an die Provinz Chaco, im Süden an das Departamento Juan F. Ibarra und im Westen an das Departamento Figueroa. 
Die Hauptstadt des Departamento Moreno ist Quimilí.

## Städte und Gemeinden
Das Departamento Moreno ist in folgenden Gemeinden aufgeteilt:
- Las Tinajas
- Otumpa
- Patay
- Quimilí
- Tintina
- Weisburd